# Dongshentou (köpinghuvudort i Kina, Shanxi Sheng, lat 39,39, long 112,58)
Dongshentou är en köpinghuvudort i Kina. Den ligger i provinsen Shanxi, i den norra delen av landet, omkring 170 kilometer norr om provinshuvudstaden Taiyuan. Antalet invånare är 29 458. Befolkningen består av 14 416 kvinnor och 15 042 män. Barn under 15 år utgör 16,0 %, vuxna 15-64 år 74 %, och äldre över 65 år 9,0 %.
Runt Dongshentou är det ganska tätbefolkat, med 149 invånare per kvadratkilometer. Dongshentou är det största samhället i trakten. Trakten runt Dongshentou består i huvudsak av gräsmarker.
Genomsnittlig årsnederbörd är 633 millimeter. Den regnigaste månaden är juli, med i genomsnitt 184 mm nederbörd, och den torraste är januari, med 3 mm nederbörd.